# Факсон (Оклахома)
Факсон (енгл. Faxon) град је у америчкој савезној држави Оклахома.

## Демографија
По попису из 2010. године број становника је 136, што је 2 (1,5%) становника више него 2000. године.
| Група             | 2000.       | 2010.       |
| Белци             | 116 (86,6%) | 122 (89,7%) |
| Афроамериканци    | 0 (0,0%)    | 1 (0,7%)    |
| Азијати           | 2 (1,5%)    | 1 (0,7%)    |
| Хиспаноамериканци | 10 (7,5%)   | 5 (3,7%)    |
| Укупно            | 134         | 136         |